# Mistrzostwa Wschodniej Polski w piłce nożnej plażowej
Otwarte Mistrzostwa Wschodniej Polski w piłce nożnej plażowej – towarzyski turniej piłki nożnej plażowej rozgrywany od 2018 roku organizowany pod patronatem Białostockiego Ośrodka Sportu i Rekreacji w celu wyłonienia najlepszej drużyny Polski Wschodniej.
Turniej w latach 2011-2017 miał formułę Mistrzostw Województwa Podlaskiego. Od 2018 turniej mistrzostwa województwa mają rangę turnieju eliminacyjnego do Mistrzostw Wschodniej Polski.

## Medaliści
| Rok  |                                 |                        |                               |
| ---- | ------------------------------- | ---------------------- | ----------------------------- |
| 2018 | Zgoda Chodecz Beach Soccer Team | Hemako Sztutowo Junior | Młodzieżowcy Zdrowie Garwolin |

### Tabela medalowa
| Lp. | Drużyna                       | Miejsca na podium | Miejsca na podium               | Miejsca na podium |   |   |
| --- | ----------------------------- | ----------------- | ------------------------------- | ----------------- | - | - |
| Lp. | Drużyna                       | 1.                | Zgoda Chodecz Beach Soccer Team | 1                 | 0 | 0 |
| 2.  | Hemako Sztutowo Junior        | 0                 | 1                               | 0                 |   |   |
| 3.  | Młodzieżowcy Zdrowie Garwolin | 0                 | 0                               | 1                 |   |   |